# ریچارد ان. گلدستاین
ریچارد ان. گلدستاین (انگلیسی: Richard N. Gladstein؛ زادهٔ ۴ ژوئن ۱۹۶۱) یک تهیه‌کننده اهل ایالات متحده آمریکا است.

## فیلم‌شناسی
- هشت نفرت‌انگیز (تهیه‌کننده)
- Dominion (تهیه‌کننده)
- مرد کاغذی (تهیه‌کننده)
- Killshot (تهیه‌کننده)
- فروشگاه عجیب آقای مگوریوم (تهیه‌کننده)
- The Nanny Diaries (تهیه‌کننده)
- سفر به انتهای شب (تهیه‌کننده)
- در جستجوی ناکجاآباد (تهیه‌کننده)
- Duplex (مدیر اجرایی)
- Levity (تهیه‌کننده)
- هویت بورن (تهیه‌کننده)
- قوانین خانه سایدر (تهیه‌کننده)
- او همه چیز تمام است (تهیه‌کننده)
- Hurlyburly (تهیه‌کننده)
- ۵۴ (تهیه‌کننده)
- Since You've Been Gone (تلویزیون) (تهیه‌کننده)
- جکی براون (مدیر اجرایی)
- The Journey of August King (مدیر اجرایی)
- نگهبان گذرگاه (مدیر اجرایی)
- داستان عامه‌پسند (دستیار مدیر اجرایی)
- The Young Americans (مدیر اجرایی)
- A House in the Hills (مدیر اجرایی)
- Dark Horse (مدیر اجرایی)
- Only You (مدیر اجرایی)
- سگ‌های انباری (مدیر اجرایی)
- Silent Night, Deadly Night 5: The Toy Maker (تهیه‌کننده)
- Beyond the Law (مدیر اجرایی)
- Silent Night, Deadly Night 4: Initiation (تهیه‌کننده)
- Lonely Hearts (مدیر اجرایی)
- Silent Night, Deadly Night 3: Better Watch Out! (مدیر اجرایی)